# 李泽族
李泽族（1945年5月—2014年10月31日），重庆市人，中国作曲家。
曾任中学教导主任、小学校长等职，担任中国音乐著作权协会会员。2014年10月31日在海南文昌采风时，被施工场地的椰子树砸到，抢救无效身亡。